# Iridopsis nigraria
Iridopsis nigraria là một loài bướm đêm trong họ Geometridae.